# MoreReception
moreReception（モアレセプション）とは富士ソフト株式会社が開発・販売している「無人受付システム」。オフィスビルの受付などに設置する。

オフィスビルなどへの来訪予定者に対し、担当者がQRコードをEメールで送信する。来訪者が受信したQRコードをmoreReceptionへかざすことで、受付業務が自動化される。

## 主な機能
1. 来訪者が受付担当者に用件や訪問先担当者名を伝えたり、設置されている内線電話機で担当者を呼び出したりしていたが、タッチパネル操作により、担当者に来訪を伝えるとともに呼び出すことが可能。
2. 来訪は、担当者が持つスマホなどにEメールやPUSH通知などで伝えられる。
3. 来訪スケジュール、入退館記録がシステマティックに管理されるため、手間が軽減されるとともに間違いがなくなることで、セキュリティ面でもメリットが出る。
4. カードディスペンサー(オプション)により、セキュリティゲート通過のためのゲストカードを発行することもできるため、さらに受付業務の負荷軽減が実現できるとともにセキュアである。

## 製品ラインナップ
受付の規模により、3種類が販売されている。

### コンパクトタイプ
受付にわずかなスペースしか確保できない場合を想定した卓上型である。
色　ホワイト、ブラック
重量　2.4kg
外形寸法　W290 × D174 × H191 mm
ディスプレイ　10.1 型
オープン価格

### フロアタイプ
受付に十分なスペースを確保できるオフィス向け。床に直接設置する。
色　シルバー、ホワイト、ブラック。ピンク
重量　32kg
外形寸法　W510 × D480 × H1280 mm
ディスプレイ　15.6 型
オープン価格

### カウンタータイプ
受付カウンターが設置されているオフィスを想定。
色　シルバー、ホワイト、ブラック。ピンク
重量　15kg
外形寸法　W540 × D350 × H450 mm
ディスプレイ　15.6 型
オープン価格

## オプション等
カードを発行するカード・ディスペンサーとの連携はオプションである。また、筐体の色のオーダーや企業のロゴなどを印刷することもできる。

## 販売パートナー
- 株式会社内田洋行
- サイバーコム株式会社

## その他
2017年のグッドデザイン賞を受賞している。

富士ソフト株式会社の秋葉原オフィスにある、ショールームに設置されており、予約なく本製品を見ることができる。